# 悪魔城ドラキュラ THE ARCADE
『悪魔城ドラキュラ THE ARCADE』（あくまじょうドラキュラ アーケード、英題: Castlevania: The Arcade）は、コナミデジタルエンタテインメントから2009年2月に発売され稼働したアーケード用のアクションガンシューティングゲーム。

## 概要
悪魔城ドラキュラシリーズで、アーケードでは2作目となる。主観視点の3Dアクションガンシューティングで、ムチ型コントローラーを操り魔物を倒して行く。ステージクリア型であり、ステージ中にはルート分岐もある。最大の特徴はムチ型コントローラーで、コントローラーを振ることによりメインウェポンで画面中の敵やオブジェクトを攻撃できる。コントローラー先端のポインタを画面に向けると画面に照準が表示され、トリガー型の黄色ボタンを押すことでサブウェポンによる遠距離攻撃ができ、体感ゲームとガンシューティングの要素を兼ね備えたゲームとなっている。キャッチコピーは、「鞭で倒せ！！」。大型筐体であり、筐体重量284kg、画面サイズは縦65横120cmで、スピーカーは画面の下の方に直径14cmのものが3個横に並んでいる。正式稼働前の開発中には数回のロケテストが行われた。
e-AMUSEMENT PASSに対応しており、ゲームデータを記録したり、メダルゲーム機FEATUREWORLDとの連動要素もあった。2011年9月30日にこのオンライン稼働は終了した。

## ストーリー
大昔、悪魔を狩る事を生業とする「ヴァンパイア・ハンター」と呼ばれる男は、酒場にて「トランシルバニアの辺境の村から人が姿を消し、代わりに化物たちがうろついているのを見たと」という話を聞き、その村へ向かう。

## キャラクター
プレイヤーはゲーム開始時に2人（e-AMUSEMENT利用により特定の条件を満たすと3人）のキャラクターから選択できる。キャラクターごとにそれぞれ異なるメインウェポン、サブウェポン、固有攻撃が存在する。キャラクターにはステータスが存在し、面クリアごとに中間画面で各種ステータス強化や体力・ハート回復、スコア加算が行える。強化されたステータスはe-AMUSEMENT PASSによるセーブ保存で次回プレイ時からも引き続き使用できたが、オンライン稼働が終了した2011年10月1日以降は使用不可能となっている。
ヴァンパイア・ハンター
悪魔城ドラキュラシリーズ伝統の鞭使いである大男。サブウェポンとしてナイフや聖水などを運用する。

レディ・ガンナー
公式サイトでは「東方から来た放浪の女武芸者」と紹介されている。メインウェポンとして銃剣を操る一方、サブウェポンとして様々な種類の弾丸を駆使する。

リトル・ウィッチ
「究極の力を求める幼き天才魔術師」。初期状態では選べない第3の主人公で、e-AMUSEMENT PASSカードを使用してゲームをクリアすると次回のプレイから使用可能となる。オンライン稼働が終了した2011年10月1日以降はe-AMUSEMENT PASSでゲームデータをセーブできなくなったため使用不可能となっている。
メインウェポンは魔導書であり、固有攻撃である詠唱は強力な魔法を放つものである。また、サブウェポンとして3種類のスクロールを運用する。

## ステージ
| ステージ (Chapter) | エリア | ステージ名                            | BGM                                   | 中ボス                                     | 中ボス戦BGM                            | ボス                              | ボス戦BGM      |
| ------------------ | ------ | ------------------------------------- | ------------------------------------- | ------------------------------------------ | -------------------------------------- | --------------------------------- | -------------- |
| 1                  | 1      | 廃墟 (Ruins)                          | 乾坤の血族                            | -                                          | -                                      | 死神 (Death)                      | Vampire Killer |
| 2                  | 2 - A  | 城内 (Castle)                         | Vampire Killer (ボス戦とは別アレンジ) | ホワイトドラゴン (White Dragon)            | Poison Mind                            | -                                 | -              |
| 2                  | 2 - B  | 居館 (Palace)                         | Vampire Killer (ボス戦とは別アレンジ) | ウェアウルフ (Were Wolf) ※隠しルートの場合 | Walking on the Edge (Escape scene mix) | デュラハン (Dullahan)             | Bloody Tears   |
| 2                  | 2 - B  | 居館 (Palace)                         | Vampire Killer (さらに別アレンジ)     | ウェアウルフ (Were Wolf) ※隠しルートの場合 | Walking on the Edge (Escape scene mix) | デュラハン (Dullahan)             | Bloody Tears   |
| 3                  | 3 - A  | 地下 (Underground)                    | Beginning (ボス戦とは別アレンジ)      | -                                          | -                                      | -                                 | -              |
| 3                  | 3 - B  | 最下層 (Lowest Floor)                 | 天地鳴動                              | ミノタウロス (Minotaur)                    | Walking on the Edge                    | -                                 | -              |
| 3                  | 3 - C  | 地下水脈 (Underground Waterway)       | Nightmare                             | -                                          | -                                      | ウォータードラゴン (Water Dragon) | Beginning      |
| 4                  | 4 - A  | 城壁 (Rampart)                        | Wicked Child                          | ウェアウルフ (Were Wolf) ※ルート分岐による | Walking on the Edge (Escape scene mix) | -                                 | -              |
| 4                  | 4 - B  | 見張り台 (Lookout Tower)              | Wicked Child                          | -                                          | -                                      | ハーピー (Harpy)                  | 十字架を胸に   |
| 5                  | 5 - A  | 時計塔 (Clock Tower)                  | シモンのテーマ                        | -                                          | -                                      | -                                 | -              |
| 5                  | 5 - B  | 時計塔最上部 (Top of the Clock Tower) | -                                     | 死神 (Death)                               | Vampire Killer                         | ドラキュラ伯爵 (Dracula)          | 幻想的舞曲     |
| 5                  | 5 - B  | 時計塔最上部 (Top of the Clock Tower) | -                                     | 死神 (Death)                               | Vampire Killer                         | ドラキュラ伯爵 (Dracula)          | Black Night    |

## 主なスタッフ
- プロデューサー：大橋昌幸、冨永和也
- ディレクター：芦田裕行、杉浦辰美
- 企画：熊谷智樹、Akihiro Iino、Takahiro Mori、Shinji Kawata
- テクニカルディレクター：開道正明
- キャラクターデザイン：磯貝紀明
- サウンドプロデューサー：碇子正広
- サウンド：丸山雅之、藤原剛
- 声優：白熊寛嗣、斎藤恵理、松浦チエ、チャールズ・グラバー、ドミニク・アレン